# Liste der argentinischen Botschafter in Honduras
Die Botschaft befindet sich in Nro. 302, Calle Ruben Dario, Tegucigalpa.
Bis 1939 waren die Gesandten in San José (Costa Rica) und Managua regelmäßig auch bei den Regierungen in Guatemala-Stadt, San Salvador und Tegucigalpa akkreditiert.
| Ernannt / Akkreditiert | Botschafter                   | Bemerkungen | ernannt von                    | akkreditiert während der Regierung von | Posten verlassen |
| ---------------------- | ----------------------------- | --- | ------------------------------ | -------------------------------------- | ---------------- |
| 29. März 1939          | Héctor Ghiraldo               | Außerordentlicher Gesandter und Ministro Plenipotenciario in Guatemala-Stadt, San Salvador sowie bis zum 7. August 1939 in Tegucigalpa und Managua. | Roberto María Ortiz            | Tiburcio Carías Andino                 |                  |
| 8. Dez. 1942           | Felipe Chiappe                | El Salvador, Honduras, akkreditiert am 9. Oktober 1942. Residenz in Guatemala. | Ramón Castillo                 | Tiburcio Carías Andino                 | 24. Mai 1946     |
| 24. Mai 1946           | Adolfo Calvo                  | Adolfo Noel Calvo Varona (* 25. Dezember 1890 in Le Havre, Frankreich; † 9. Dezember 1957 in Buenos Aires), Sohn von Elvira Varona Arteaga und Adolfo Guillermo Calvo Peña. | Juan Perón                     | Tiburcio Carías Andino                 |                  |
| 13. Nov. 1947          | Enrique Francisco Formichelli | | Juan Perón                     | Tiburcio Carías Andino                 | 27. Juni 1950    |
| 27. Juni 1950          | Arnoldo A. Crespi             | Geschäftsträger, leitete die Botschaft bis zum 18. April als Geschäftsträger. | Juan Perón                     | Juan Manuel Gálvez                     | 18. Apr. 1951    |
| 18. Apr. 1951          | Abel Mario Veronelli          | Geschäftsträger | Juan Perón                     | Juan Manuel Gálvez                     |                  |
| 19. Jan. 1952          | Rafael Néstor Lencinas        | Geschäftsträger | Juan Perón                     | Juan Manuel Gálvez                     |                  |
| 1961                   | Angel Carnaseo                | Geschäftsträger | Arturo Frondizi                | José Ramón Villeda Morales             |                  |
| 1965                   | Guillermo Acosta              | | Arturo Umberto Illia           | Oswaldo López Arellano                 |                  |
| 1967                   | Carlos A. Ferro               | Doktor der Rechte, argentinischer Schriftsteller und Dozent. Autor des Buches "Raza e ideales" (mit einem Vorwort von Alfredo L. Palacios). Darüber hinaus hat er umfangreiche Recherchen über die Schwaneninseln durchgeführt, die uns bei unseren Verteidigungsplädoyers sehr geholfen haben. | Juan Carlos Onganía            | Oswaldo López Arellano                 | 1972             |
| 1975                   | Miguel Eduardo Manzella       | (* 13. August 1926 in Buenos Aires; † 27. Oktober 2001 in eben da) trat im Mai 1949 in den auswärtigen Dienst ein. 1983: Botschafter in Argentinien und Saudi-Arabien. | Isabel Martínez de Perón       | Juan Alberto Melgar Castro             | 1978             |
| 1980                   | Arturo Osorio Arana, der Sohn | Sohn von Arturo Ossorio Arana; sah die Konflikte an seinen Dienstorten, 1982 in Tegucigalpa und 1995 in Lima als Exportchance für die argentinische Rüstungsindustrie an. | Jorge Rafael Videla            | Policarpio Juan Paz Garcia             | 1982             |
| 1982                   | Héctor Sainz Ballesteros      | († September 1998 in Boston) trat 1958 in den auswärtigen Dienst ein. Botschafter in der Elfenbeinküste und 1992–1993: Bogota. | Jorge Rafael Videla            | Policarpio Juan Paz Garcia             | 1983             |
| 1988                   | Jorge Humberto De Belaustegui | | Raúl Alfonsín                  | José Simon Azcona Hoyo                 | 1989             |
| 14. Aug. 1989          | Alberto Brito Lima            | († 28. September 2012) Leiter des Comando de Organización (rechtsextreme Organisation der Juventud Peronista), saß für die Partido Justicialista in der Cámara de Diputados de la Nación Argentina, Mitglied der Alianza Anticomunista Argentina.                                               | Carlos Menem                   | José Simon Azcona Hoyo                 | 31. Juli 1993    |
| 1994                   | Adrían Guillermo Mirson       | 1989: Minstro Plenipotenciario bei der UNESCO in Paris, 2000: Botschafter in Santo Domingo, 2005–2008: Botschafter in Bukarest. | Carlos Menem                   | Carlos Roberto Reina                   |                  |
| 2000                   | Juan Peña                     | | Fernando de la Rúa             | Carlos Roberto Flores Facussé          |                  |
| 2004                   | Alfredo Forti                 | (* 1960 in Córdoba) Sohn von Nélida Azucena Sosa de Forti | Néstor Kirchner                | Ricardo Maduro                         | 2007             |
| 13. Dez. 2011          | Guillermo Roberto Rossi       | [ 4 ] | Cristina Fernández de Kirchner | Porfirio Lobo Sosa                     |                  |